# Porschdorf
Porschdorf ist ein Ortsteil der sächsischen Stadt Bad Schandau im Landkreis Sächsische Schweiz-Osterzgebirge.

## Geographie
Das Quellreihendorf (Waldhufendorf) befindet sich an der Vereinigung von Polenz und Sebnitz zum Lachsbach kurz vor dessen Mündung in die Elbe und der Ort liegt auf 130 m ü. NN. Zur Gemarkung gehört auch der bekannte Lilienstein, eines der imposantesten Felsgebilde des Elbsandsteingebirges. Auf der unterhalb des Felsmassivs gelegenen Ebenheit befindet sich die von einer Pappelallee begleitete „Kaiserstraße“, die Napoleon I. im Jahr 1813 erbauen ließ. Porschdorf weist bis zu 90 m Höhenunterschied innerhalb der besiedelten Fläche auf. Unweit des Ortes lag die Frinztalmühle.
Zur Gemeinde Porschdorf gehörten die Ortsteile Porschdorf, Waltersdorf, Neuporschdorf und Prossen.

## Geschichte

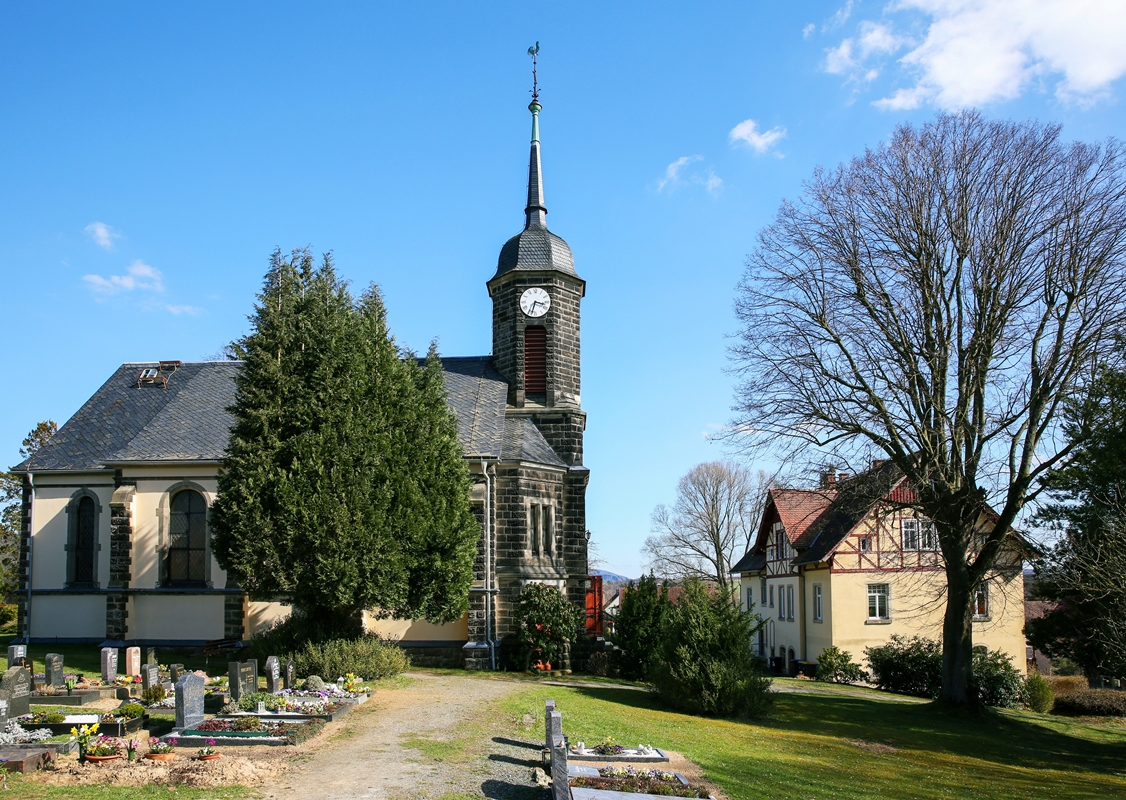
Porschdorfer Kirche (erbaut von Theodor Quentin) und Pfarrhaus

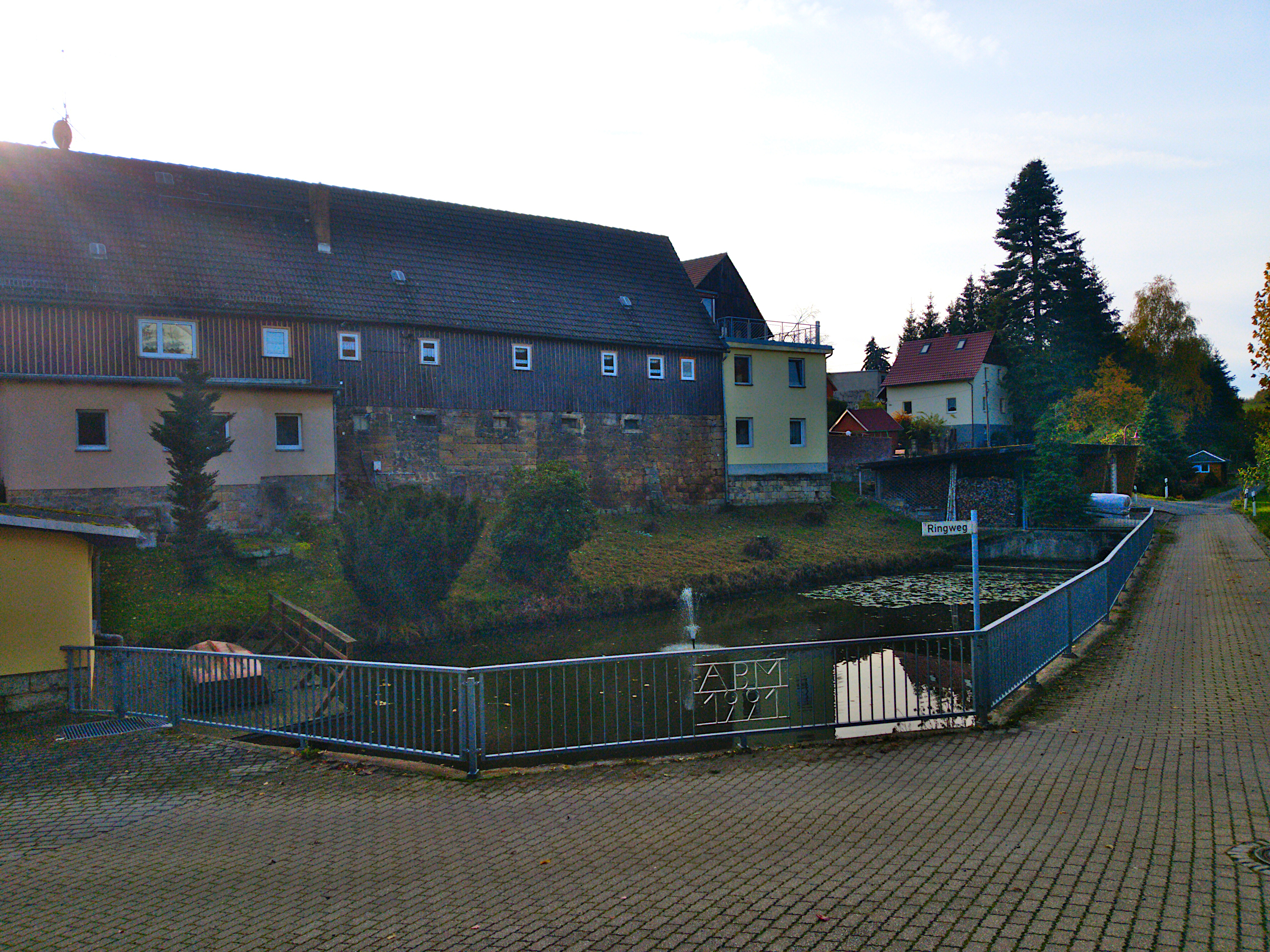
Dorfteich Porschdorfer Höhe

Porschdorf heißt in den Urkunden 1443 Borsdorff und Borestorff, 1465 Borißdorf und 1534 Porrßdorf. Sein Name lässt sich als Dorf eines Slawen Bores oder Boras, einer Kurzform von Borislav, erklären. In der ersten Zeit des Bestehens gehörte Porschdorf den Berken von der Dubá auf Hohnstein und fiel später zusammen mit diesem Ort an die Wettiner.
Die evangelische Kirche, aus dem vor Ort massig vorhandenen Sandstein wurde 1903/04 errichtet.
Vom 3. Februar 1945 bis Mitte April 1945 vor dem Ende des Zweiten Weltkrieges existierte im Ort ein Außenlager des KZ Flossenbürg, dessen 250 Häftlinge Zwangsarbeit verrichten mussten. Die Häftlinge gruben Stollen für die geplante Untertageverlagerung des Geilenberg-Stabs. Das KZ-Außenlager hatte den Tarnnamen Schwalbe III.
2009 zählte der Ort Porschdorf 426 Einwohner (1999: 496 Einwohner).
Mit Jahresende 2011 endete die Eigenständigkeit der Gemeinde, sie wurde in die Stadt Bad Schandau eingemeindet, zu der nur eine sehr kurze gemeinsame Grenze bestand. Beide Gemeinden erledigten seit 2000 einen Teil ihrer Verwaltungsgeschäfte in der Verwaltungsgemeinschaft Bad Schandau gemeinsam.

## Verkehr

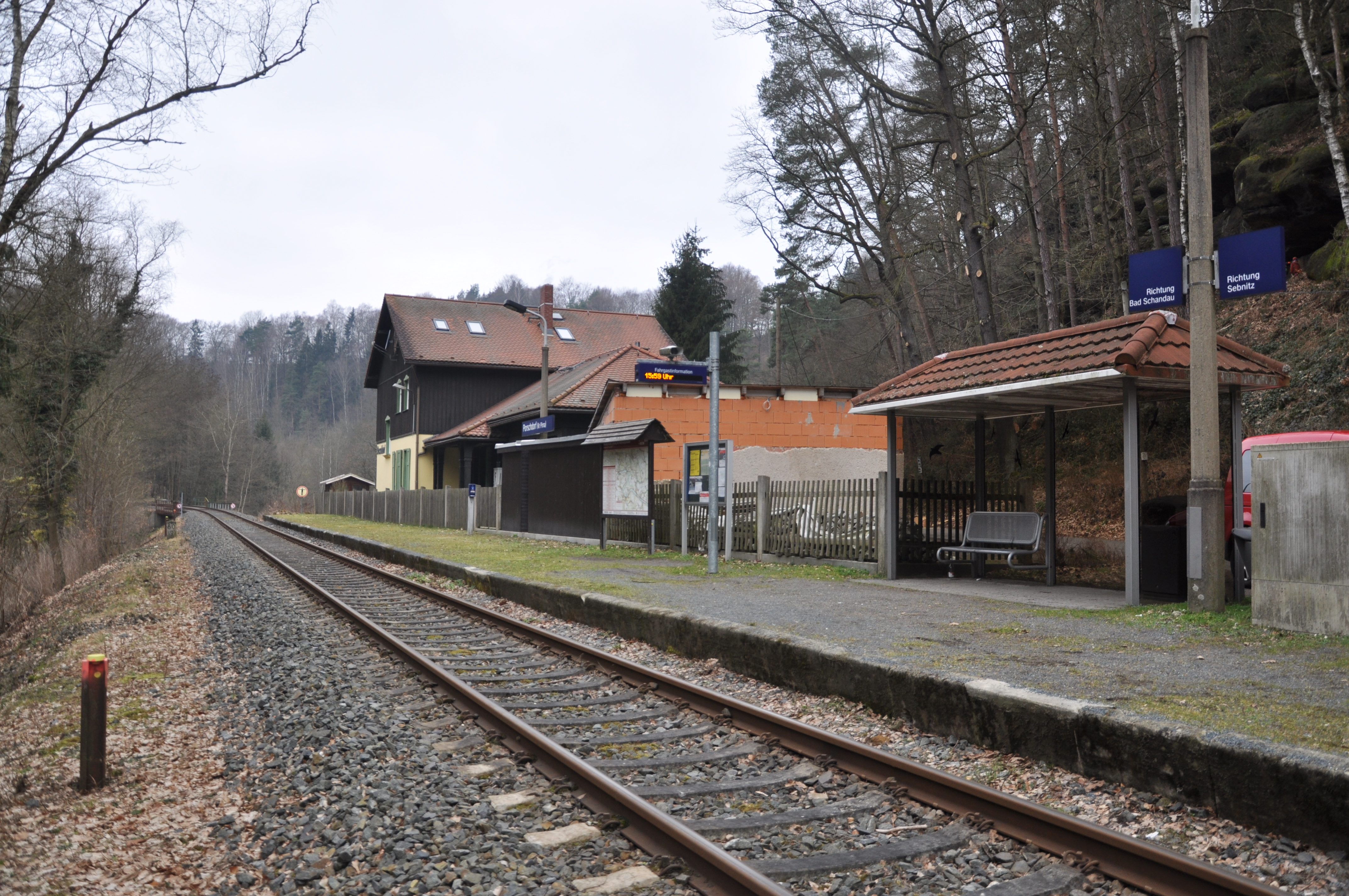
Haltepunkt Porschdorf

Der Haltepunkt Porschdorf (Kr Pirna) liegt an der Bahnstrecke Bautzen–Bad Schandau.